# Língua namonuito
Namonuito é uma língua falada no atol de Namonuito, Ilhas Carolinas. Segundo o censo de 1989, tem 940 falantes.